# Rat Skates
Rat Skates (született: Lee Kundrat) (Summit, New Jersey, 1961. május 17. –) filmművész, zenész. Közismertté a thrash metal úttörő Overkill zenekar alapító dobosaként és dokumentumfilm-rendezőként vált.

## Gyermekkora
Rat Skates egy konzervatív polgári családban cseperedett fel New Jerseyben. Iskolás éveiben művészetet tanult; gördeszkás tudását pedig profi versenyzői szintre fejlesztette. Első és második helyezést ért el szabadstílusban, szlalomban és rámpa versenyen. Ezért akasztották rá barátai a deszkázásból és vezetéknevének második feléből a „Rat Skates” becenevet.
15 éves korában jazzdob leckéket vett, néhány évvel később pedig munkahelyén ismerkedett össze a Misfits alapító Jerry Onlyval, aki meghívta őt egy próbadobolás erejéig stúdiójukba. A bemutatkozás azonban elmaradt, mert Skates képtelen volt anyja kocsijával zöldágra vergődni. A New Providence középiskolában ismerte meg Skates Carlos "D.D." Vernit, akivel megalapította első zenekarát. Ám miután középiskolás társaival összehozott punk csapata is feloszlott, hirdetést adott fel a helyi metal magazinban társakat keresve.

## Overkill évek
Skates grafikusként megtervezte az Overkill teljes arculatát a színpadi megjelenéstől a logón át egészen a koncert beharangozó plakátokig bezárólag. Az ő nevéhez fűződik a csapat emblematikus figurája, Chaly, a denevérszárnyú, zöldszemű koponya megrajzolása is. Még lemezszerződéshez sem jutottak, de máris számtalan Overkill emblémás promó anyaguk állt készen a pengetőktől egészen a pólókig.
1985-1987-ig Skates társszerzőként közreműködött két nagylemezük felvételeinél: Feel the Fire és Taking Over. Ez utóbbi a 191. helyen végzett a Billboard 200 listáján 1987. április 11-én. Sikereiknek köszönhetően világsztárokkal indulhattak közös koncertkörútra az Egyesült Államok és Európa államaiba, ám a turné során szembesült Rat Skates a zeneipar viszontagságaival, s az állandó utazások terheivel, mely mély depresszióba és masszív alkoholizmusba döntötte. Nem is maradt számára más lehetőség, mint a csapatból való távozás, melyre Los Angelesben egy Megadeth turnén került sor 1987-ben.

## Magánélete
Az Overkillből való távozását követően Skates keresztény hitre tért és feleségül vette Lori DeAngelis fotográfust. Házasságából három fia született, jelenleg dokumentumfilmesként tevékenykedik, melynek segítségével igyekszik felhívni az ifjú sztárjelöltek figyelmét, az iparág buktatóira.

## Filmművészete
Szabadúszó filmesként producerkedett a Get Thrashed (2008, Lightyear/Warner Bros. Entertainment) és a Born in the Basement (2007, MVD Entertainment Group) dokumentumfilmeknél, melyek 8 országban kerültek bemutatásra, 6 filmes díjat eredményezve.
Skates nevéhez fűződik a Rock-Un-Rold, zenei talk show, melyet kollégájával, Dave Ellefsonnal, a Megadeth basszusgitárosával tűztek műsorra 2007-ben. A műsorban ketten moderálták a hat meghívott rocksztárral folytatott beszélgetést a rock iparág buktatóiról. A talk show ötletén elindulva Skates 2009-ben kezdte el a Welcome to the Dream- The Rude Awakening of Rock Stardom dokumentumfilm munkálatait. A film bemutatójában interjúk láthatók olyan Grammy-díjas, aranylemezes rockzenészekkel, mint például Vernon Reid (Living Colour), Mike Portnoy (Dream Theater), Anvil, Jay Jay French (Twisted Sister).